# Pueblo tharawal
Los Tharawal, también conocidos como Dharawal, son un pueblo aborigen australiano vinculado al idioma Yuin. Vivían como cazadores, pescadores y recolectores en grupos familiares o clanes a lo largo de la costa de la actual cuenca de Sídney en Nueva Gales del Sur.

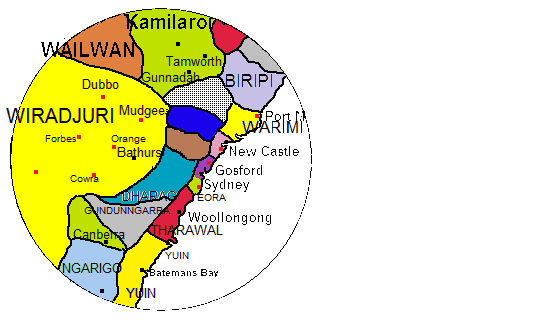
Tierras Tradicionales de las Tribus Aborígenes Alrededor de Sídney

## Etimología y Territorio
"Dharawal" significa "palma de repollo". Según el etnólogo Norman Tindale, sus tierras tradicionales abarcan unas 450 millas cuadradas (1,200 km²) desde el sur del puerto de Sídney, incluyendo el río Georges, la bahía Botany y Port Hacking, hasta más allá del río Shoalhaven y llegando a Campbelltown y Camden.

## Clanes y Primeros Contactos
El clan Gweagal, conocido como el "Clan del Fuego", fue el primero en encontrarse con el Capitán Cook. Se dice que gritaron "warra warra wai", interpretado por la tripulación como "Váyanse", aunque en realidad podría significar "Todos están muertos".

## Cultura y Estilo de Vida
La ballena es el tótem principal del pueblo Dharawal. Sus grabados rupestres y pinturas se encuentran en superficies de arenisca de su territorio, visibles públicamente en Jibbon Point. Aunque se afirmó que no quedaban descendientes, los del clan Wodiwodi han reclamado su linaje tras el caso Mabo v Queensland y la Ley de Títulos Nativos de 1993. Los Dharawal se alimentaban de plantas locales y mariscos, con hombres cazando y pescando y mujeres recolectando y pescando en canoas. Numerosos concheros en el sur de Sídney reflejan su estilo de vida.